# Kirche Förstgen

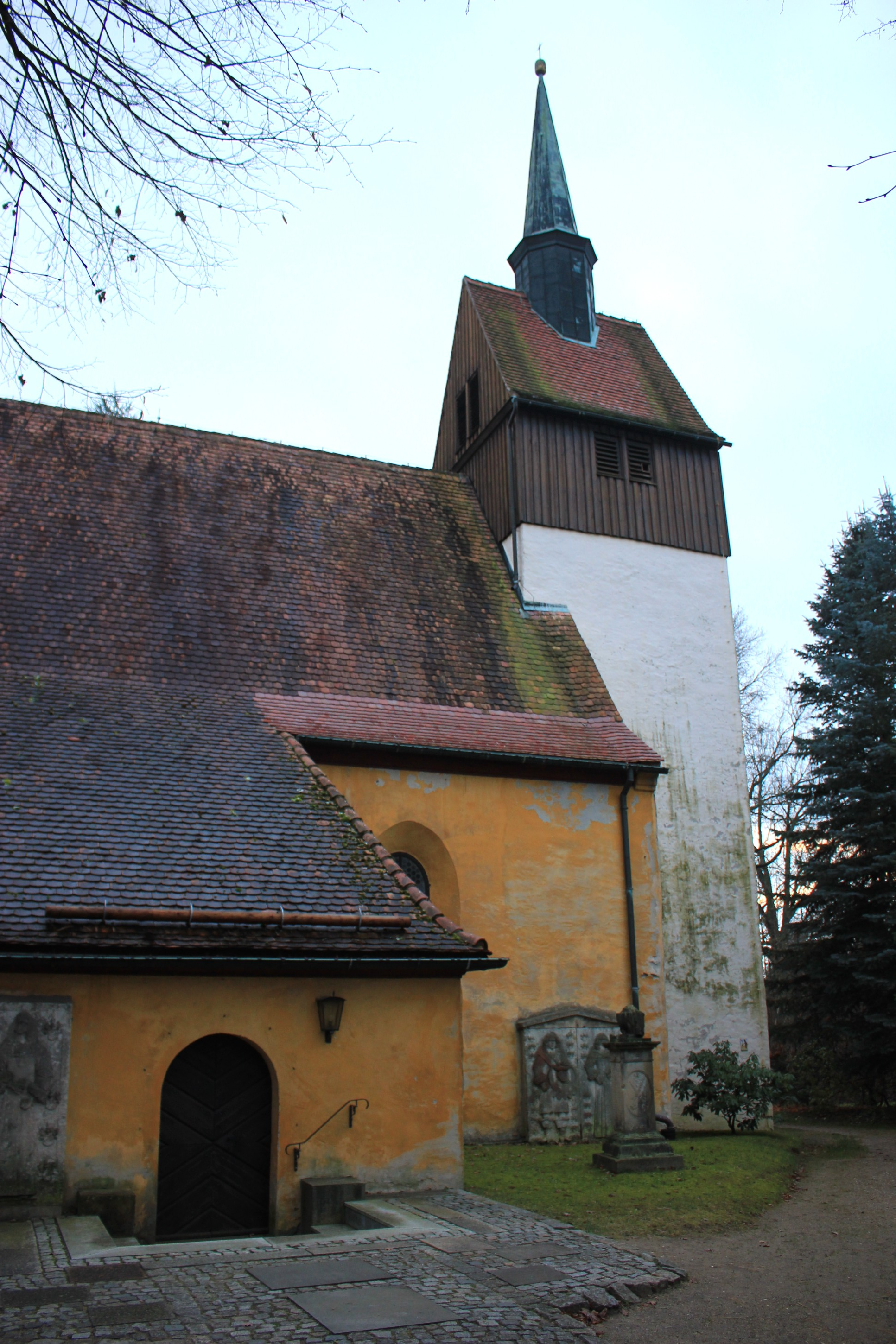
Kirche Förstgen (2017)

Die Kirche Förstgen (obersorbisch Boršćanska cyrkej) ist das Kirchengebäude im Ortsteil Förstgen der Gemeinde Mücka im Landkreis Görlitz in der sächsischen Oberlausitz. Es gehört der Kirchengemeinde Förstgen im Kirchenkreis Schlesische Oberlausitz, der Teil der Evangelischen Kirche Berlin-Brandenburg-schlesische Oberlausitz ist. Die im 16. Jahrhundert erbaute Kirche gilt als bau- und ortsgeschichtlich von Bedeutung und steht unter Denkmalschutz.

## Architektur und Geschichte

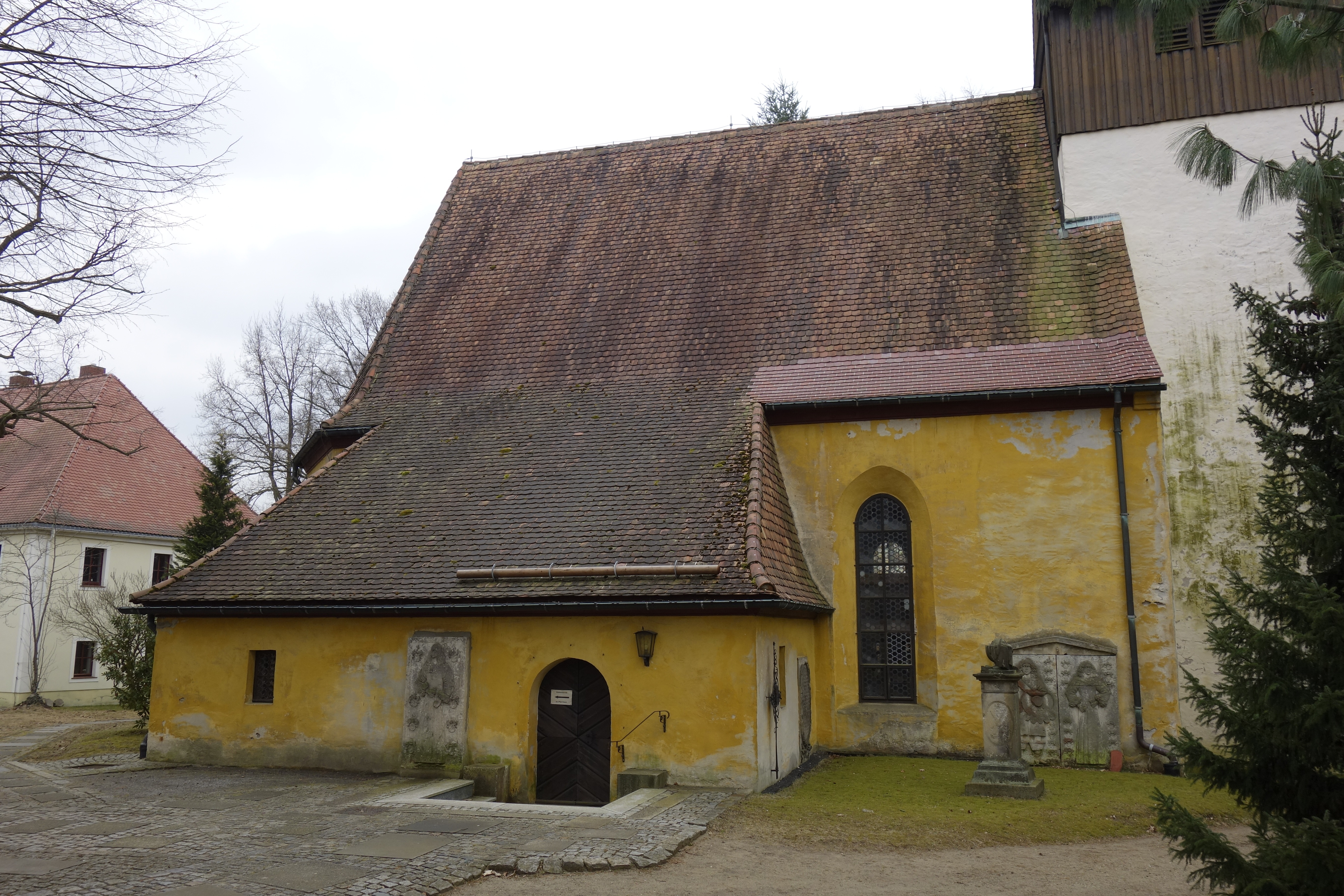
Das Langhaus der Förstgener Kirche (2018)

Die Kirche in Förstgen wurde im 16. Jahrhundert gebaut, vorher gehörte der Ort kirchlich zu Baruth. Das Gebäude ist eine schlichte Saalkirche mit Dreiachtelschluss und quadratischem Westturm. Das Kirchenschiff hat leicht spitzbogige bzw. rundbogige Fenster, an der Südwand ist eine eingeschossige Sakristei angebaut. Über dem Langhaus ist das Satteldach am Ostschluss abgewalmt, die Sakristei hat ein Walmdach. Der im oberen Bereich verbretterte, massive Turm hat ein in Richtung des Kirchenschiffs ausgerichtetes Satteldach mit einem kleinen Dachreiter. Der Innenraum ist flachgedeckt mit eingeschossigen Emporen an drei Seiten. An den Außenwänden sind zahlreiche Grabdenkmäler aus dem 17. Jahrhundert angebracht. Gegen Ende des Zweiten Weltkrieges wurde die Kirche in Förstgen im April 1945 bis auf die Umfassungsmauern zerstört. Sie wurde bis 1955 wieder aufgebaut und neu geweiht.
Zur Ausstattung der Förstgener Kirche gehört ein schlichter Altar aus der Renaissance, der eine Kopie des Altars aus der Laurentiuskirche in Lorenzkirch ist. Die erste Orgel der Kirche wurde 1873 von der Orgelbaufirma Schlag & Söhne gebaut, sie viel jedoch der Zerstörung der Kirche während des Zweiten Weltkrieges zum Opfer. Das heutige Instrument wurde 1953 von der Firma Hermann Eule Orgelbau aus Bautzen angefertigt. Anfang 2015 wurde die damals nicht spielbare Orgel von Johannes Soldan aus Niesky restauriert und gereinigt.

## Steinkreuz von Förstgen

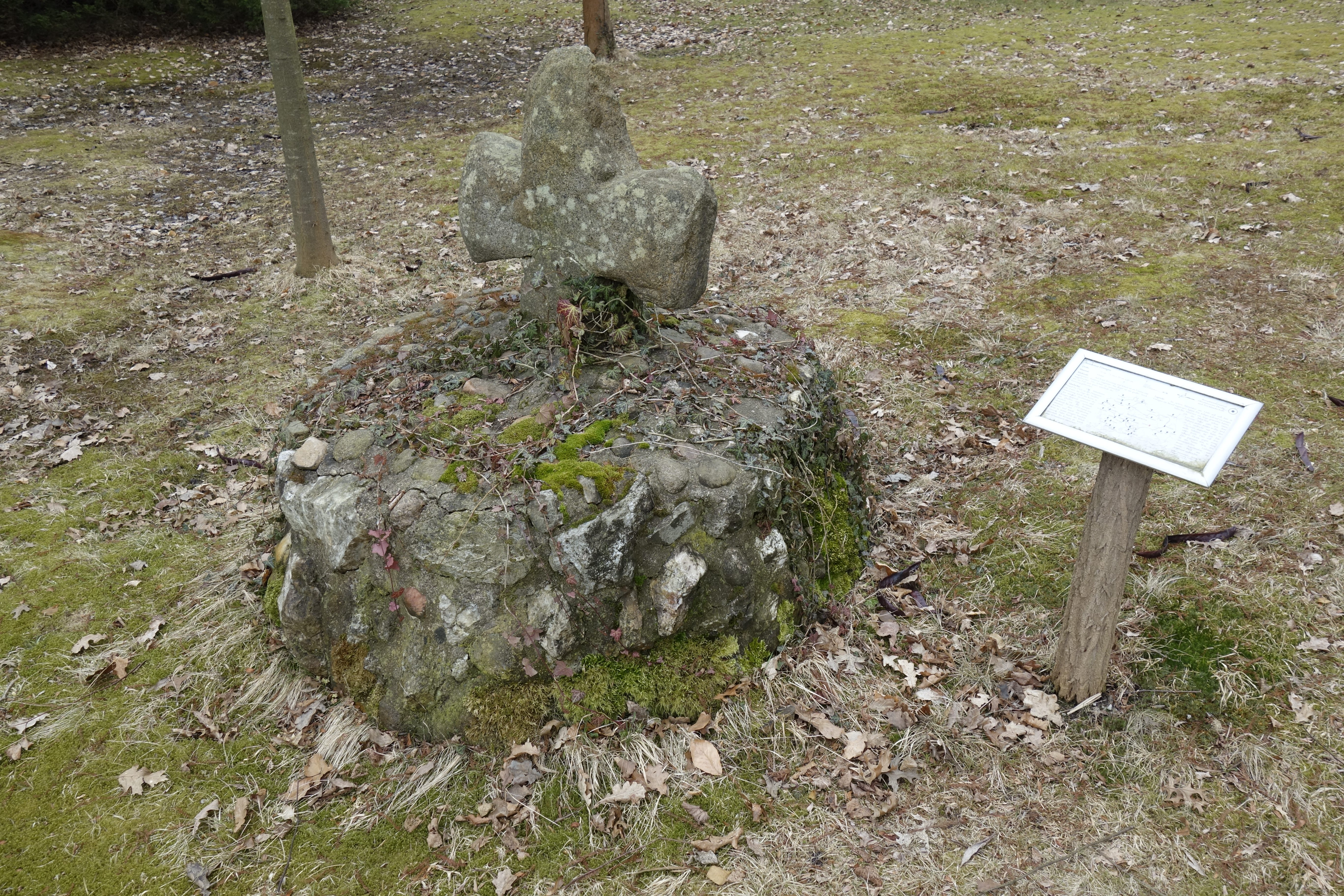
Das Steinkreuz von Förstgen (2018)

Das Steinkreuz von Förstgen ist ein Sühnekreuz aus Granit, in das eine gespannte Armbrust eingeritzt ist. Dieses befand sich ursprünglich an der Straße von Förstgen nach Tauer. Gemäß einer Legend soll im Jahr 1490 an Adliger an dieser Stelle seine Geliebte mit einer Armbrust getötet haben, da diese seine Liebe nicht erwiderte. Nach der Verbreiterung der Straße wurde das Sühnekreuz im Jahr 1926 vor das Kriegerdenkmal in Förstgen versetzt. Dabei brach vermutlich der Fußteil ab und das Kreuz wurde auf einen Sockel aus Bruchsteinen gesetzt. 1970 wurde das Kreuz erneut versetzt, dieses Mal vor die Kirche. Dabei brach der Schaft unterhalb des Kreuzes ab, das danach restauriert wurde.

## Kirchengemeinde
Förstgen war vor dem Kirchbau nach Baruth eingepfarrt und später zunächst eine Filialkirche von Baruth, bevor die Kirche zur Pfarrkirche erhoben wurde. Anfangs gehörten neben Förstgen noch die Dörfer Dauban, Nieder-Oelsa und Tauer sowie der westlich des Schwarzen Schöps gelegene Teil von Mücka zur Kirchengemeinde. 1832 wurden die Orte Leipgen und Ober-Oelsa aus der Kirchengemeinde Baruth in die näher gelegene Kirchengemeinde Förstgen umgepfarrt. Der sorbische Volkskundler Arnošt Muka bezeichnete Förstgen nach seinem Besuch dort in den 1880er Jahren noch als rein sorbischsprachige Gemeinde. Zu dieser Zeit fanden jeden Sonntag und an Feiertagen Gottesdienste sowohl in deutscher als auch in sorbischer Sprache statt. 1884 waren 95,5 Prozent der Einwohner der Kirchengemeinde Sorben; es gab 962 sorbische und 236 deutsche Beichtgänger sowie dreizehn sorbische und neun deutsche Konfirmanden.
Bis 1945 gehörte die Kirchengemeinde Förstgen zur Evangelischen Landeskirche der älteren Provinzen Preußens. Nach deren Zerfall kam Förstgen zur Evangelischen Kirche in Schlesien, die später in Evangelische Kirche der schlesischen Oberlausitz umbenannt wurde. Dort gehörte Förstgen zum Kirchenkreis Niesky. Am 1. Januar 2004 schlossen sich die Evangelische Kirche der schlesischen Oberlausitz und die Evangelische Kirche in Berlin-Brandenburg zur Evangelischen Kirche Berlin-Brandenburg-schlesische Oberlausitz zusammen. Am 1. Januar 2007 erfolgte die Fusion der Kirchenkreise Niesky, Görlitz und Weißwasser zum Kirchenkreis Niederschlesische Oberlausitz, der 2014 im Kirchenkreis Schlesische Oberlausitz aufging.